# پتروس باباجان
پتروس باباجان بازیکن فوتبال بازنشسته در پست ارمنی‌تبار اهل ایران است.

## باشگاهی
از باشگاهایی که در توپ زده‌است می‌توان آرارات تهران و دوچرخه سواران را اشاره کرد.